# Förtelem (Marvel Comics)
A Förtelem (angolul Abomination), születési nevén Emil Blonsky a Marvel-univerzum egyik szupergonosza, Hulk egyik legfőbb ellensége. A hihetetlen Hulk című filmben Tim Roth alakítja.
Emil Blonsky egy orosz származású brit elitkatona, aki Thunderbolt Ross tábornok csapatához csatlakozik az Egyesült Államokban, hogy elkapják Bruce Bannert, aki egy rosszul sikerült kísérlet után Hulkká változott, és bujkál. Blonsky szuperkatonává szeretne válni, így Ross tábornok beleegyezésével különféle szérumokat kap az ereje növelésére. Hulk elfogásával azonban kétszer is kudarcot vallanak, és a második akcióban az arrogáns Blonsky súlyosan megsérül, ám a szérumnak köszönhetően hihetetlen gyorsan felépül. Miután lekövetik Bannert New Yorkban, megtalálják azt a tudóst is, aki a sugárkezeléssel vissza próbálja változtatni Hulkot. Miután Bannert elkapták, a már eddig is mutálódott és megtébolyodott Blonsky kényszeríti a tudóst, hogy hajtsa végre rajta a részecskekísérletet. A kísérlet sikerül, Blonsy pedig átváltozik (véglegesen) a „Förtelem” gúnynévvel illetett mutáns szörnyeteggé, aki emberfeletti erővel bír, és mindent elpusztít. Erősebb mint Hulk, de utóbbi végül mégis felülkerekedik rajta egy hosszú és pusztító utcai harc után. Későbbi sorsa ismeretlen, de nem hal meg.